# Bognár Zsolt (színművész)
Bognár Zsolt (Budapest, 1958. július 30. –) magyar színésznek hiszi magát, zeneszerző, dalszövegíró.lenne ha menne neki

## Pályafutása
1981-ben szerezte diplomáját a Színház- és Filmművészeti Főiskolán. 1981-től a Szegedi Nemzeti Színház, 1989-től a Rock Színház tagja volt, 1993-tól szabadfoglalkozású művész. Zeneszerzéssel, dalszövegírással is foglalkozik. Alkotótársával Kiss Stefániával musicalek szerzői.   

## Bemutatott színpadi művei
- Bognár Zsolt – Kiss Stefánia: Jeanne D’Arc (Békéscsabai Jókai Színház, 2001)
- Bognár Zsolt – Kiss Stefánia: Munkácsy, a festőfejedelem (József Attila Színház, 2013, Békéscsabai Jókai Színház 2024)

## Fontosabb színházi szerepei
- Boubil – Schönberg – Victor Hugo: A nyomorultak … Enjolras
- Brandon Thomas: Charley nénje … Jack Topplebee
- Paul Burkhard: Tűzijáték … Róbert, keresztfiú
- Kálmán Imre: Csárdáskirálynő … Bóni
- Vian: Medúzafej … Claude Vilebrequin
- William Shakespeare: Hamlet … színészkirály, IV. Henrik; Halga, bíró
- Nóti Károly: Nyitott ablak … Károly közvitéz
- Arrabal: Az orángután-megnyitás … Prosper
- MacDermot – Ragni – Rado: Hair … Claude
- Sarkadi Imre: Oszlopos Simenon … Szabó
- Andrew Lloyd Webber – Tim Rice: Jézus Krisztus Szupersztár … Pilátus
- Bart: Oliver … Bill Sikes
- Várkonyi Mátyás – Ács János – Oscar Wilde: Dorian Gray … Lord Henry Wotton
- Presser Gábor – Horváth Péter – Sztevanovity Dusán: A padlás … Rádiós
- Pozsgai Zsolt – Stendhal: Vörös és fekete … Jackes
- Kocsák Tibor – Miklós Tibor: Anna Karenina … Nagykövet
- Stein – Bock – Harnick: Hegedűs a háztetőn … Morcha
- Molnár Ferenc: Egy, kettő, három … Főszabász
- Müller Péter – Tolcsvay László – Müller Péter Sziámi … Isten pénze: Iskolamester
- John Kander – Fred Ebb: Chicago … Fogarty, Aaron

## Televíziós szerepei
- Barátok közt: Szilágyi Tamás (2001–2003, 2004)